# Островки (Воронежская область)
Островки — село в Аннинском районе Воронежской области.
Административный центр Островского сельского поселения.

## Население
| 2000 | 2005 | 2010 |
| ---- | ---- | ---- |
| 996  | ↘896 | ↘727 |

## География

### Улицы
- ул. Гагарина,
- ул. Ленинская,
- ул. Нижняя,
- ул. Октябрьская,
- ул. Садовая,
- ул. Хорошилова.

## История
В селе родился Герой Советского Союза Семён Хорошилов.